# پیجین‌های عربی
پیجین‌های عربی زبان‌های پیجینی هستند که از زبان عربی ریشه گرفته‌اند.
سه پیجین تاریخی اصلی عربی عبارتند از:
- عربی ماریدی مربوط به سال ۱۰۰۰ میلادی در نیل بالا
- عربی بمباشی پیجین دوره استعماری سودان
- عربی چادی پیجین چاد استعماری

امروزه پیجین‌های عربی بیشتر مورد استفاده تعداد زیادی از مهاجران غیرسامی به کشورهای عربی است. به عنوان مثال:
- عربی پیجین خلیج فارس رایج در میان کارگران آسیایی کشورهای عربی خلیج فارس (لزوماً یک زبان واحد نیست)
- عربی پیجین بنگالی اردن رایج در میان جوامع مهاجر بنگالی در اردن
- پیجین مادام، رایج در میان مردم سینهالی ساکن لبنان